# Идарбах
Идарбах (нем. Idarbach) — река в Германии, протекает по земле Рейнланд-Пфальц. Левый приток Наэ. Площадь водосборного бассейна — 93,61 км².
Идарбах протекает через территорию национального парка Хунсрюк-Хохвальд и природного парка Саар-Хунсрюк, вдоль реки проходит дорога B 442. На реке сохранилось несколько исторических мельниц, в том числе 1634 года в Идар-Оберштайн, использовавшаяся для шлифования камней и хрусталя.